# San Diego Gulls (IHL)
Die San Diego Gulls waren ein US-amerikanisches Eishockeyfranchise der International Hockey League aus San Diego, Kalifornien. Ihre Heimspielstätte war die San Diego Sports Arena.

## Geschichte
Die San Diego Gulls wurden 1990 als Franchise der International Hockey League gegründet. Da die Gulls in der Saison 1992/93 den ersten Platz nach der Hauptrunde der IHL belegten gewannen sie die Fred A. Huber Trophy. Anschließend erreichten sie das Play-off-Finale, welches allerdings mit 0:4 gegen die Fort Wayne Komets verloren ging. Diesen Erfolg konnte der Klub nicht mehr wiederholen. 
1993 gingen die Verantwortlichen des Vereins eine Kooperation mit den Mighty Ducks of Anaheim aus der National Hockey League ein. In den folgenden zwei Spielzeiten schieden die Gulls in der ersten beziehungsweise der zweiten Runde der Endrunde aus. Im Sommer 1995 wurde die Kooperation mit den Mighty Ducks beendet und der Club nach Los Angeles, Kalifornien, umgesiedelt, wo er fortan unter dem Namen Los Angeles Ice Dogs am Spielbetrieb der IHL teilnahm.

## Saisonstatistik
Abkürzungen: GP = Spiele, W = Siege, L = Niederlagen, T = Unentschieden, OTL = Niederlagen nach Overtime SOL = Niederlagen nach Shootout, Pts = Punkte, GF = Erzielte Tore, GA = Gegentore, PIM = Strafminuten
| Saison  | GP | W  | L  | T | OTL | SOL | Pts | Platz   | Playoffs                   |
| 1990/91 | 83 | 30 | 45 | — | 8   | —   | 68  |         | nicht qualifiziert         |
| 1991/92 | 82 | 45 | 28 | — | 9   | —   | 99  |         | Niederlage in der 1. Runde |
| 1992/93 | 82 | 62 | 12 | — | 8   | —   | 132 | 1., IHL | Niederlage im Finale       |
| 1993/94 | 81 | 42 | 28 | — | 11  | —   | 95  |         | Niederlage in der 2. Runde |
| 1994/95 | 81 | 37 | 36 | — | 8   | —   | 82  |         | Niederlage in der 1. Runde |

## Team-Rekorde

### Karriererekorde
Spiele: 281  Denny Lambert
Tore: 100  Hubie McDonough
Assists: 152  Hubie McDonough
Punkte: 252  Hubie McDonough
Strafminuten: 1042  Denny Lambert

## Bekannte Spieler
| - Perry Anderson - Mark Beaufait - Martin Bergeron - Allan Bester - Glen Goodall - Dan Lambert - Denny Lambert - Jean-François Jomphe - John Lilley - Clint Malarchuk | - Jason Marshall - Don McSween - Sean Pronger - Steve Rucchin - Joel Savage - Charlie Simmer - Jarrod Skalde - Sergei Starikow - Mike Sullivan - Ray Whitney |

## Trainer
- Mike O’Connell (1990–1991)
- Don Waddell (1991–1992)
- Rick Dudley (1992–1993)
- Harold Snepsts (1993–1994)
- Walt Kyle (1994–1995)